# 波号第二百二十六潜水艦
波号第二百二十六潜水艦（はごうだいにひゃくにじゅうろくせんすいかん）は、日本海軍の未成潜水艦。波二百一型潜水艦の26番艦。戦後解体された。

## 艦歴
マル戦計画の潜水艦小、第4911号艦型の26番艦、仮称艦名第4936号艦として計画。1945年6月16日、三菱重工業神戸造船所で建造番号787番船として起工。
7月2日、波号第二百二十六潜水艦と命名されて波二百一型潜水艦の26番艦に定められ、本籍を横須賀鎮守府と仮定。
終戦時未成。8月17日、工事中止が発令され工程35%で工事中止。
1946年4月から6月にかけて、三菱重工業神戸造船所で解体された。